# Георги Шуманов
Георги Шуманов е български свещеник, деец на късното Българско възраждане в Македония.

## Биография
Свещеник Георги Шуманов е архиерейски наместник на Кумановската българска община. Като такъв през 1902 година подписва поздравителен адрес до екзарх Йосиф I по повод 25 години от избора му за български екзарх. През периода 1903 - 1904 година Шуманов председателства българската църковна община в Петрич. По време на обезоръжителната акция в 1910 година, като наместник в Куманово е арестуван и затворен в Скопие. Освободен е на 30 януари заедно с паланечкия наместник Йордан Ангелов и още 12 затворници.
Свещеник Тома Николов пише за отец Шуманов:
| „ | Поради своята дългогодишна опитност и такт той беше поставен добре не само между българското население, но и пред турската власт. Толкоз повече че той владееше добре турски език и познаваше добре турската психика. С неговото идване в Енидже Вардар се стабилизира църковно-училищното дело в Ениджевардарско без каквито и да било сътресения, както в миналото. | “ |

Участва като делегат от Новозагорското македонско братство в обединителния конгрес на Македонската федеративна организация и Съюза на македонските емигрантски организации от януари 1923 година.